# Mv

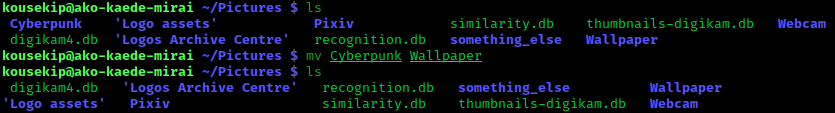
تصویری از محیط سیستم عامل Mv

mv (برگرفته از move) یک فرمان در سیستم‌عامل‌های یونیکس یا شبه یونیکس است که برای جابه‌جا کردن یک (رایانه) یا یک پوشه به مسیر خاص به کار می‌رود.

## سوئیچ‌ها
- -h (برگرفته از help): نشان دهندهٔ سوئیچ‌ها و اپشن‌های مربوط به دستور
- -n(برگرفته از no overwriting): اگر پرونده یا پوشهٔ قبلاً موجود باشد، انتقال انجام نمی‌گیرد.
- -f (برگرفته از force): در صورتی که پرونده یا پوشهٔ موجود باشد بدون اخطار دادن، انتقال را انجام می‌دهد.
- -v (برگرفته از verbose): بعد از انتقال، مسیر پرونده یا پوشهٔ انتقال یافته را نشان می‌دهد.
- -u(برگرفته از update) : اگر تاریخ آخرین تغییر پرونده یا پوشه‌ای که می‌خواهیم انتقال دهیم از پوشه‌ای که قبلاً وجود داشت به‌روزتر باشد، آن را بر روی پوشه یا پروندهٔ قدیمی انتقال می‌دهد.

برای دیدن همه آپشن‌ها و سوئیچ‌ها دستور man mv یا info mv را اجرا کنید.

## نمونه

### برای تغییر نام‌دادن یک پرونده
```
$
 
mv
 
filename
 
newfilename

```

این دستور filename را به newfilename منتقل می‌کند.

### برای جابه‌جا کردن یک پرونده به یک پوشهٔ خاص
```
$
 
mv
 
afile
 
/home/nickname/newfile

```

این دستور afile را به مسیر /home/nickname/ منتقل می کند.

### برای ایجاد کردن رونوشت از تمامی پرونده‌های یک پوشه به یک پوشهٔ جدید
```
$
 
mv
 
afile
 
another
 
/home/yourdir/yourfile
 
newdir

```

این دستور تمامی فایل‌های انتخاب شده یعنی afile و another و yourfile (در مسیر /home/yourdir) را به مسیری جدید (newdir) منتقل می کند.